# Synchronmotor
Ein Synchronmotor ist eine Synchronmaschine im Motorbetrieb, bei der ein konstant magnetisierter Läufer (Rotor) synchron von einem bewegten magnetischen Drehfeld im Stator mitgenommen wird.
Der laufende Synchronmotor hat eine zur Wechselspannung synchrone Bewegung. Die Drehzahl ist also über die Polpaarzahl mit der Frequenz der Wechselspannung verknüpft.

Bewegungsschema eines Drehstrom-Synchronmotors ohne Permanentmagnete.

## Aufbau und Funktion
Das Feld im Läufer wird durch Permanentmagnete (Selbsterregung, z. B. magnetisierter Ferrit-Zylinder als Läufer) oder elektromagnetische Fremderregung (mit Feldspule auf dem Läufer, Stromzufuhr über Schleifringe) erzeugt. Die Statorspulen werden insbesondere bei großen Synchronmaschinen manchmal durch einen Frequenzumrichter mit einem passenden, gesteuerten Wechselstrom betrieben. Damit sind drehzahlvariable Antriebe großer Leistung realisierbar.
Im Normalbetrieb tritt beim Synchronmotor kein Schlupf auf. Bei Belastung eilt das Läufermagnetfeld dem Statormagnetfeld um einen bestimmten Winkel (Polradwinkel) nach, welcher mit steigender Belastung zunimmt. Das ist aber nur bis zu einem maximalen Moment möglich, bei dem der Winkel 90° beträgt. Wenn das Lastmoment dieses Kippmoment überschreitet, dann bleibt der Läufer stehen.
Beim Einschalten rotiert das Statordrehfeld sofort mit der Synchrondrehzahl. Der Läufer braucht jedoch aufgrund seines Trägheitsmoments etwas Zeit zur Beschleunigung. Daher braucht ein Synchronmotor eine Anfahrhilfe, z. B. einen Anlaufkäfig. Das ist ein Kurzschlusskäfig im Läufer, durch den der Motor als Drehstrom-Asynchronmaschine bis zur Synchrondrehzahl anläuft. Erreicht der Läufer annähernd die Synchrondrehzahl, wird der Erregerstrom der Läuferwicklung eingeschaltet, damit der Rotor in das rotierende Statordrehfeld hineingezogen wird.
Die Motordrehrichtung ist durch das Statordrehfeld vorgegeben, für einen Richtungswechsel müssen zwei Phasen vertauscht werden.
Jeder permanenterregte Synchronmotor kann auch als Synchrongenerator arbeiten. Beispiele sind Fahrrad- und Motorrad-Lichtmaschinen. Fremderregte Synchronmaschinen werden in Kraftwerken, Stromaggregaten und als Auto-Lichtmaschine eingesetzt.
Synchronmotoren können mit Einphasen-Wechselstrom oder mit Drehstrom (siehe hierzu Drehstrom-Synchronmaschine) betrieben werden. Seltener findet man auch zweiphasige Synchronmotoren.

## Vor- und Nachteile
Ein Vorteil von Synchronmotoren gegenüber kommutierten Gleichstrommotoren ist der Wegfall des den Betriebsstrom führenden Kommutators – es muss lediglich die wesentlich geringere Erregerleistung mit Schleifringen zum Läufer übertragen werden; bei permanenterregten Motoren entfallen auch diese. Dadurch entfällt der Verschleiß der Bürsten, und der Wirkungsgrad steigt.
Ein Vorteil des Synchronmotors gegenüber dem Asynchronmotor ist die starre Kopplung der Drehzahl und der Winkellage an die Betriebsfrequenz. Daher eignen sich Synchronmotoren für Stellantriebe und andere Anwendungen, bei denen eine belastungsunabhängige, stabile Drehzahl gefordert ist. Außerdem sind permanenterregte Synchronmotoren insbesondere für kleinere Maschinen kompakter und effizienter als Asynchronmaschinen. Mit einem Drehstrom-Synchronmotor ist zudem der Phasenschieberbetrieb möglich. Nachteilig ist der schwierigere Selbstanlauf am Drehstromnetz. Eine Möglichkeit, diesen Nachteil zu vermeiden, ist die Installation eines zusätzlichen Kurzschlusskäfigs im Läufer, so dass der Motor als Asynchronmotor anlaufen kann.
Typisch für Synchronmotoren sind unerwünschte mechanische Drehschwingungen des Läufers, die durch ungleichmäßige Belastung oder Bestromung erregt werden können. Sie können bis zur Überschreitung des Kippmoments führen und bewirken ein ungleichmäßiges Drehmoment. Sie werden mit Kurzschlusswindungen (Kurzschlusskäfig oder Dämpferwicklungen um die Läuferpole) vermieden. Für den Betrieb am Umrichter wird gewöhnlich die Rotorlage erfasst.

## Einphasige Synchronmotoren

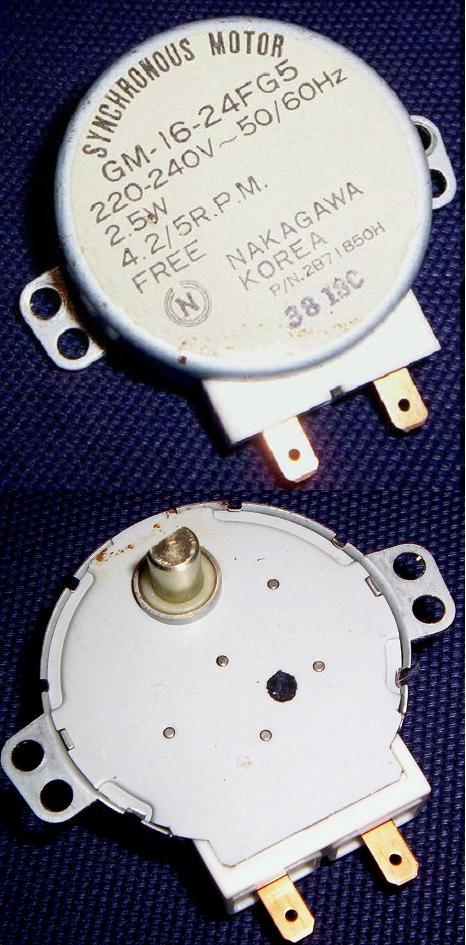
Synchronmotor mit Getriebe (Drehteller-Antrieb eines Mikrowellenherdes), Durchmesser 50 mm

Einphasige Synchronmotoren benötigen eine Anlaufhilfe, um „Schritt zu fassen“, permanenterregte einphasige Motoren laufen jedoch oft durch Schwingbewegungen von selbst in einer undefinierten Richtung an. Beispiele dafür sind kleine Wasserpumpen (Laugenpumpen und Aquariumpumpen) und Zitronenpressen.
Für kleine Antriebe gibt es auch Synchronmotoren, deren Läufer nicht magnetisiert sind und Zähne zur Konzentration des magnetischen Feldes des (ebenfalls gezahnten) Stators aufweisen. Diese gleichen im Prinzip den Reluktanzmotoren. Sie benötigen ebenfalls eine Starthilfe.

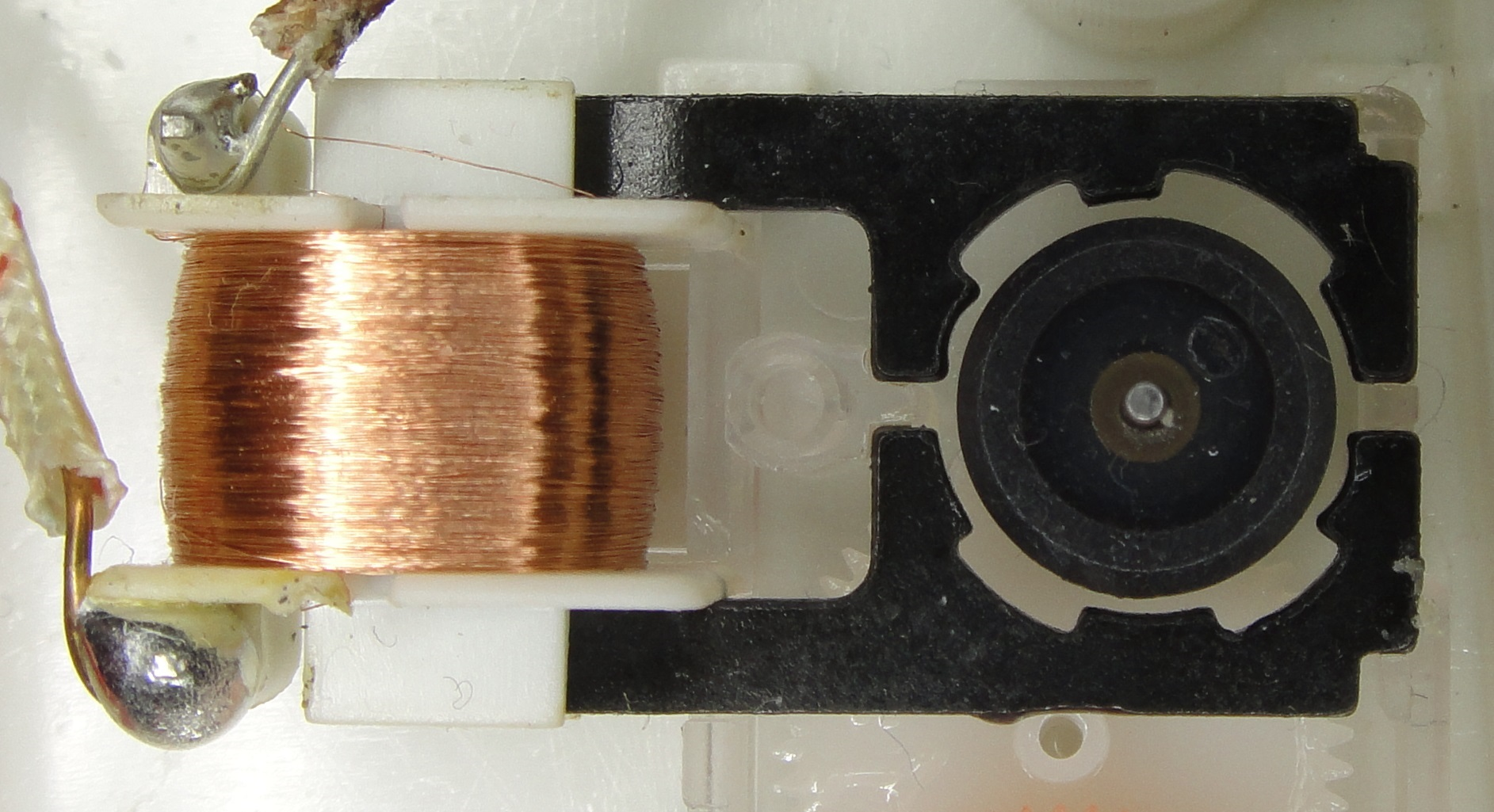
Synchronmotor einer mechanischen Schaltuhr

Miniaturisierte Synchronmotoren für Synchronuhren sind klein und laufen in die richtige Richtung selbsttätig an. In den 1970ern und 1980ern wurden die Motoren zur Erhöhung der Laufruhe mit bis zu 25 Polpaaren ausgestattet. Stator wie auch der Permanentmagnetläufer weisen darum bis zu 50 Pole auf. Sie rotierten mit nur 120/min anstatt mit 3000/min. Heutige Synchron-Uhrenmotoren haben einen leichteren Läufer und leichtere Zahnräder mit kleinen Zähnen, um die Laufruhe zu verbessern. Obwohl die Erregerwicklung nur ein Polpaar erzeugt, bewirken Zähne und Lücken im Statorblech unterschiedlich starken Magnetfluss, der ausreichend unterschiedlich ist, um echte komplementäre Pole zu ersetzen. Darum ergeben Zähne und Lücken zusammen die Anzahl der Pole im Permanentmagnetrotor.
Einphasen-Synchronmotoren finden sich in einer Vielzahl kleiner Antriebe, bei denen es auf konstante Drehzahl oder einfache Bauweise ankommt:
- Synchron- und Tochteruhren (an die Netzfrequenz gekoppelte große Zeigeruhren)
- Schaltuhren, Programmschalter in Waschmaschinen und Zeitschalter
- Antriebe von Spiegelkugeln
- Aquarium- und Zimmerspringbrunnen-Wasserpumpen
- Laugenpumpen in Waschmaschinen (diese waren früher Spaltpolmotoren)
- Drehtellerantriebe in Mikrowellenherden
- Schallplattenspieler mit Reibrad- sowie bauartabhängig mit Riemenantrieb

## Zweiphasen-Synchronmotoren mit Hilfsphase
Zweiphasen-Synchronmotoren werden häufig als Ersatz für die weniger effizienten Kondensatormotoren verwendet. Sie haben ein besseres Anlaufverhalten und Anlaufdrehmoment als Einphasen-Synchronmotoren und gestatten eine definierte Drehrichtung und eine Drehrichtungsumkehr. Einsatzbeispiele sind:
- Pumpenantriebe
- Ventilantriebe

## Dreiphasen-Synchronmotoren
Dreiphasige Synchronmotoren finden mit der Entwicklung geeigneter sensorloser leistungselektronischer Ansteuerung auch zunehmend Anwendung bei kleineren Leistungen, zum Beispiel als Stellantriebe. Sie besitzen den Vorteil einer definierten Läuferstellung bei hoher Dynamik, hohem Drehmoment und hoher Effizienz. Sie bilden heute die wichtigste Realisierungsform von elektrischen Fahrzeugantrieben.

## Bürstenlose Gleichstrommotoren
Kleine permanenterregte Synchronmotoren mit einer schaltenden Elektronik werden oft als bürstenlose Gleichstrommotoren, englisch Brushless direct current mit der Abkürzung BLDC, bezeichnet. Die Spulenstränge des Stators werden über einen Vierquadrantensteller angesteuert. Die Elektronik zur Ansteuerung der Brücke ist ein geregelter Frequenzumrichter.